# Терпезица (Долж)
Терпезица (рум. Terpeziţa) насеље је у Румунији у округу Долж у општини Терпезица. Oпштина се налази на надморској висини од 131 m.

## Становништво
Према подацима из 2002. године у насељу је живело 1929 становника, од којих су сви румунске националности.

### Хронологија
| Година       | 1992 | 1993 | 1994 | 1995 | 1996 | 1997 | 1998 | 1999 | 2000 | 2001 | 2002 | 2003 | 2004 | 2005 | 2006 | 2007 | 2008 | 2009 | 2010 | 2011 | 2012 | 2013 | 2014 | 2015 | 2016 | 2017 |
| ------------ | ---- | ---- | ---- | ---- | ---- | ---- | ---- | ---- | ---- | ---- | ---- | ---- | ---- | ---- | ---- | ---- | ---- | ---- | ---- | ---- | ---- | ---- | ---- | ---- | ---- | ---- |
| Становништво | 2351 | 2283 | 2236 | 2157 | 2088 | 2015 | 1962 | 1929 | 1915 | 1866 | 1823 | 1771 | 1752 | 1740 | 1730 | 1702 | 1686 | 1717 | 1691 | 1667 | 1643 | 1610 | 1597 | 1569 | 1569 | 1536 |